# Riesi rosso superiore riserva
Il  Riesi rosso superiore riserva è un vino a DOC che può essere prodotto nei comuni di Riesi, Butera, Mazzarino, tutti in provincia di Caltanissetta.

## Vitigni con cui è consentito produrlo
- Nero d'Avola minimo 85%,
- altri vitigni a bacca rossa, non aromatici, idonei alla coltivazione per la provincia di Caltanissetta, fino ad un massimo del 15%.

## Tecniche produttive
Il vino Riesi rosso superiore riserva deve essere invecchiato per almeno tre anni (a decorrere dal 10 novembre dell'anno della vendemmia) di cui almeno un anno in recipienti di legno e sei mesi in bottiglia.

## Caratteristiche organolettiche
- colore: rosso rubino intenso tendente al granata;
- profumo: caratteristico, etereo, gradevole, intenso;
- sapore:

## Produzione
Provincia, stagione, volume in ettolitri